# اتحاد سلوفينيا لكرة القدم
تأسس اتحاد سلوفينيا لكرة القدم في عام 1920م وانضم إلى الاتحاد الدولي لكرة القدم في 1992م والاتحاد الأوروبي لكرة القدم في 1992م.